# Torrent de Sant Martí (Solsonès)
El Torrent de Sant Martí és un afluent per la dreta de l'Aigua de Valls, a la Vall de Lord. Neix al vessant oriental de la Serra de Mitges, a 125 m. del cim. Els primers 600 m. del seu curs els fa cap al sud tot definint la frontera entre els termes municipals de la Coma i la Pedra (a ponent) i del Guixers (a llevant) i havent passat a 150 m de la masia de Vilalta. Ja dins aquest últim terme municipal, tomba sobtadament cap a l'est, direcció que seguirà durant els següents 700 m. fins a rebre per la dreta el Torrent de la Foranca hi haver passat per sota el poble de La Corriu. A partir d'aquí agafa la direcció predominant cap a l'est / sud-est tot seguint el fons de la vall que s'encaixa entre el Serrat de Santa Eulàlia (al nord) i la Serra de Guixers, (al sud). Desguassa a l'Aigua de Valls just després que aquest riu hagi sortit de l'Estret de Vallpregona. Tot el seu curs transcorre pel terme municipal de Guixers.

## Perfil del seu curs
| metres de curs  | 0     | 500   | 1.000 | 1.500 | 2.000 | 2.500 | 3.000 | 3.500 | 4.000 | 4.508 |
| --------------- | ----- | ----- | ----- | ----- | ----- | ----- | ----- | ----- | ----- | ----- |
| Altitud (en m.) | 1.533 | 1.394 | 1.322 | 1.209 | 1.145 | 1.086 | 1.050 | 993   | 941   | 860   |
| % de pendent    | -     | 27,8  | 14,4  | 22,6  | 12,8  | 11,8  | 7,2   | 11,4  | 10,4  | 15,9  |

## Xarxa hidrogràfica
La xarxa hidrogràfica del Torrent de Sant Martí, està constituïda per disset cursos fluvials. D'aquests, cinc són tributaris de primer nivell de subsidiarietat, set ho són de segon nivell i quatre ho són de 3r nivell.
La totalitat de la xarxa suma una longitud de 12.228 m. que transcorren pel terme de Guixers excepte els 99 m. incials del 1r afluent per la dreta que transcorren pel terme municipal de la Coma i la Pedra

### Afluents destacables
- Torrent de la Foranca
- Torrent de l'Obac